# 1029 a tudományban
A 1029. év a tudományban és a technikában.

## Halálozások
- al-Karadzsí matematikus és mérnök (* 953)
- Kúsjár ibn Labbán csillagász, geográfus, matematikus (* 971)